# Verquin
Verquin (Nederlands: Werkin) is een gemeente in het Franse departement Pas-de-Calais (regio Hauts-de-France). De plaats maakt deel uit van het arrondissement Béthune. Verquin telde op 1 januari 2022 3.452 inwoners.

## Geografie
De oppervlakte van Verquin bedroeg op 1 januari 2022 3,7 vierkante kilometer; de bevolkingsdichtheid was toen 933 inwoners per km².

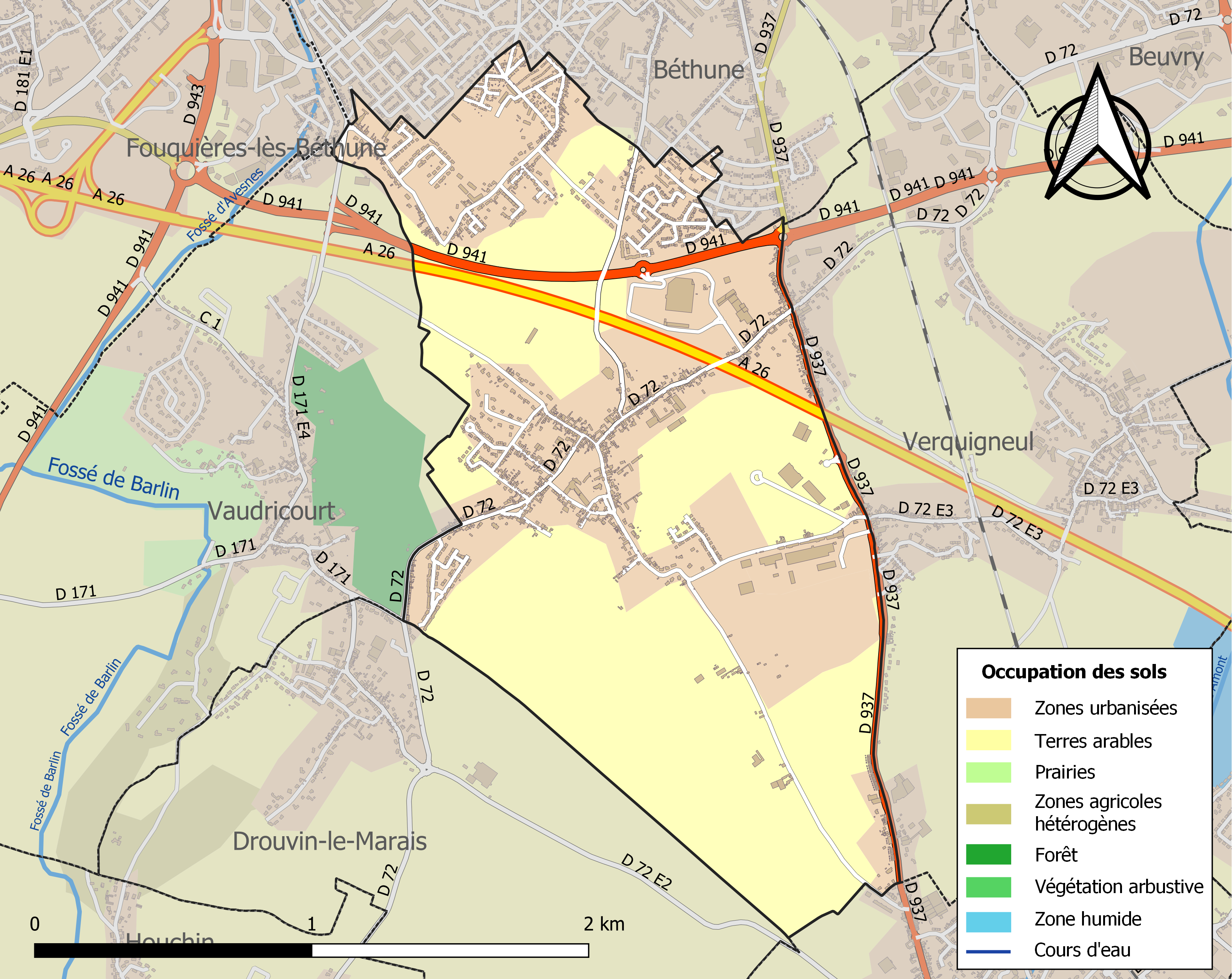
Kaart van de gemeente met belangrijkste infrastructuur, bodemgebruik en omliggende gemeenten

## Demografie
Onderstaande figuur toont het verloop van het inwonertal (bron: INSEE-tellingen).